# Івасакі Ятаро
Івасакі Ятаро (яп. 岩崎 弥太郎, Івасакі Ятаро:, нар. 9 січня 1835 м. Акі, провінція Тоса — пом. 7 лютого 1885 м. Токіо) — японський підприємець, засновник промислово-торгової корпорації Mitsubishi.

## Біографія
Івасакі Ятаро народився в простій селянській родині, яка походила зі збіднілого самурайського роду — його діду довелося продати своє звання самурая, аби розплатитися з боргами. У 19-річному віці Ятаро разом з іншим представником клану Тоса поїхав на навчання до Едо (нині — Токіо), проте вже через рік був змушений повернутися додому — через важке поранення, якого зазнав батько. На ба́тьківщині після великої сварки з місцевими впливовими родинами Івасаки опинився на 7 місяців у тюремному ув'язненні.
Пізніше Івасакі став учнем та близьким послідовником відомого японського реформатора та просвітителя Йосіди Тоє, завдяки зв'язкам якого Івасакі отримав місце в ієрархії клану Тоса й здобув можливість викупити для себе та своєї родини втрачений раніше статус самурая. Після того, як Йосіду було вбито внаслідок замаху, Івасакі зумів за допомогою небожа Йосіди протягом трьох місяців стати керівником однієї з філій володінь Тоса й начальником її бюро з експорту та імпорту.
1867 року, після скасування в Японії сьоґунату та відкриття країни для міжнародної торгівлі, Івасакі переїхав до Осаки, що була тоді найбільшим торговим центром Японії. Тут він придбав одну з приватизованих в період Мейдзі торговельних філій колишнього клану Тоса, заклавши таким чином основу для своєї майбутньої торгово-промислової імперії. Спочатку фірма називалася Цукумі, та вже в березні 1870 року Івасакі перейменував її в Міцубісі (міцу — «три», хісі (через озвончения —бісі) — «водяний горіх»). Івасакі став директором фірми.
Логотип фірми Міцубісі є поєднанням родинного герба Івасакі та емблеми клану Тоса. Ятаро був наділений тверезим розумом промисловця та чуттям фінансиста, що дозволило йому перетворити своє спочатку невелике підприємство в один з найбагатших трестів Японії. Основними сферами його інтересів були гірничодобувна промисловість, суднобудування та фінанси. 1884 року Івасакі створив у Нагасакі декілька суднобудівних та судноремонтних підприємств.
Помер у Токіо у віці 50 років від раку шлунка.